# Rudolf Eklöw
Rudolf Eklöw, né le 15 janvier 1904 et mort le 29 septembre 1986, est un ancien arbitre suédois de football. Il fut aussi journaliste sportif dans le magazine Fotboll Boken des années 1930 à 1960. Il aurait contribué à développer le hockey sur glace en Suède, ce qui lui valut être intronisé dans le IIHF Hall of Fame du hockey en 1999.

## Carrière
Arbitre international de 1935 à 1939, il a officié dans des compétitions majeures : 
- Coupe baltique de football 1935 (3 matchs)
- JO 1936 (1 match)
- Coupe baltique de football 1936 (3 matchs)
- Championnat nordique de football 1937-1947 (2 matchs)